# 맥라렌 그룹
맥라렌 그룹(영어: McLaren Group)은 영국 워킹주 맥라렌 기술 센터에 본사를 둔 영국의 지주 회사이다.

## 자회사

### 맥라렌 레이싱
1966년에 설립자인 브루스 맥라렌이 포뮬러 원에 참가하였으나 1970년에 교통사고로 사망하였다. 팀은 팀이 최초의 컨스트럭터 및 드라이버 타이틀을 획득하는 데 도움을 준 테디 메이어가 참여했다. 론 데니스는 맥라렌 레이싱 팀을 인수하여 2018년까지 회사에서 근무하였으나 2009년 시즌이 시작될 때 데니스는 F1 부서를 마틴 휘트마쉬에게 넘겼으므로 데니스는 맥라렌의 전체, 특히 로드카 시장 확장에 집중할 수 있었다.

### 맥라렌 오토모티브
1992년에 맥라렌은 F1과 유사한 점이 많은 최초의 로드 카인 맥라렌 F1을 생산하기 시작하였다. 1992년부터 1998년까지 총 106대가 생산되었으며 22년 동안 생산이 중단되었음에도 여전히 가장 빠른 자연흡기 슈퍼카로 남아 있다. 더 높은 최고 속도를 가진 생산 차량은 아직 거의 없으며 더 빠른 차종들 중에는 코닉세그 아제라 R, 부가티 베이론, SSC 얼티밋 에어로, 부가티 베이론 슈퍼 스포츠 및 코닉세그 원:1이 있다. 2009년 9월 맥라렌은 맥라렌 F1의 후속 차량이 곧 출시될 맥라렌 P1이라고 발표하였다. 데니스는 메르세데스와의 이별이 "양측 모두에게 윈-윈 상황"이었다고 말했다.또한 메르세데스와 공동 프로젝트로 메르세데스-벤츠 SLR 맥라렌을 생산하였다.